# بيتر غريفز (مدرب رياضي)
بيتر غريفز (بالإنجليزية: Peter Graves)‏ هو مدرب رياضي أمريكي، ولد في 16 مايو 1952.